# 민디 크리스트
민디 크리스트(Myndy Crist, 1975년 2월 5일 ~ )는 미국의 배우, 텔레비전 배우, 영화배우이다.
디트로이트에서 태어났다.

## 방송
- 뉴욕경찰 24시

## 영화
- 마이 슈퍼 사이코 스윗 16: 파트 2 (2010년) - 캐롤린 벨 역
- 타임 머신 (2002년) - 조깅하는 사람 역
- 체인 오브 풀스 (2000년)
- 지금은 통화중 (2000년)
- 킹 오브 퀸즈 (1998년)
- ER (1994년)